# Potiretama
Potiretama este un oraș în statul Ceará (CE) din Brazilia.